# بانغكهام
بانغكهام هي بلدة حدودية تقع في ولاية شان، ميانمار على الحدود مع مقاطعة يونان، الصين.